# Kanton Collonges
Collonges is een voormalig kanton van het Franse departement Ain. Het kanton maakte deel uit van het arrondissement Gex. Het kanton werd opgeheven ingevolge de administratieve herindeling goedgekeurd in 2013 en van toepassing sedert de departementsverkiezingen van maart 2015.

## Gemeenten
Het kanton Collonges omvatte de volgende gemeenten:
- Challex
- Chézery-Forens
- Collonges (hoofdplaats)
- Confort
- Farges
- Lancrans
- Léaz
- Péron
- Pougny
- Saint-Jean-de-Gonville